# 고이즈미촌 (야마나시현)
고이즈미촌(小泉村)은 야마나시현 기타코마군에 있던 촌이다. 현재의 호쿠토시 북서부에 해당한다,

## 역사
- 1889년 7월 1일 - 정촌제 시행에 의해 근세이후의 고이즈미촌이 단독으로 지자체를 형성하였다.
- 1955년 3월 30일 - 나가사카정에 편입해 동일 고이즈미촌은 페지되었다.

## 교통

### 철도
- 일본국유철도
  - 주오본선

## 참고문헌
- 角川日本地名大辞典 19 山梨県